# Септември (град)
Вижте пояснителната страница за други значения на Септември.
Септември е град в Южна България, област Пазарджик. Градът е административен център на община Септември. Населението на града по данни на НСИ към 31.12.2015 възлиза на 7559 души.
По данни на ГРАО към 15 юни 2023 г. в града живеят 8104 души по настоящ адрес и 8630 души по постоянен адрес.

## География

### Местоположение
Септември е разположен на площ от 22,454 km2 в западната част на Горнотракийската низина, между северните склонове на Родопите и планините Рила и Средна гора. Градът е в близост до р. Марица. Благоприятно е транспортно-географското му положение, тъй като е разположен на кръстопът. Намира се на 21 км от областния център Пазарджик, на 50 км от втория по големина град в България Пловдив и на 100 км от София. Чрез Чепинското дефиле Септември се свързва с балнеоложкия курортен град Велинград.

### Транспорт
Септември е разпределителна железопътна гара. От нея тръгва теснолинейна линия за планините Родопи и Пирин. Теснопътните влакове обслужват трасето Септември – Велинград – Банско – Добринище. Гарата с нормално междурелсие е разположена на линиите Свиленград – Калотина, София-Пловдив-Варна-Бургас, и има важно значение за пъническите и товарните превози.

### Климат и води
Септември попада в преходно-континенталната климатична област, която се отличава с мека зима, хладна пролет и горещо лято. Землището на града е богато на подпочвени води. В близост до него текат водите на реките Дервишка и Чепинска, която в тази част е наричана Елидере. Но с по-голямо значение е най-пълноводната българска река Марица. Изградени са и много канали за изкуствено напояване, повечето от които са неизползваеми.
Изградена е пречиствателна станция Архив на оригинала от 2017-02-16 в Wayback Machine. за отпадъчните води от канализационната градска мрежа.

## История
В района на Септември има следи от стари поселения. Такива са древногръцката колония Пистирос и римската станция Бона Мансио. От археологическите паметници (съдове, монети и др.), намерени на 2,5 km западно от града и местността Керемидпара, се стига до извода, че е имало римско селище от времето на император Траян. По-ново селище според записки, намерени в Баткунския манастир се е казвало Загоре. То вероятно е основано по поречието на Марица от славянските заселници. Загоре е защитавало входа на Горнотракийската низина от запад през проходите Траянови врата и Момина клисура, както и входа към Чепинската котловина в Родопите. С идването на османските турци през 1393 година населеното място е разрушено и до края на 15 век вероятно не е съществувало.
В края на XIV и началото на XV век със заселването в региона на татари от бейлика Саръхан, разположен в днешния вилает Маниса, същите слагат началото на ново село с името Саръханбей. Те основават и Татар Пазарджик (1485 г.). Според Стефан Захариев, военният ръководител Саръхан бей оценил изгодното кръстопътно положение и основал село, приело по-късно неговото име. Според Захариев старото село е било на 4,5 часа път от Пазарджик. С течение на времето името било променено на Саранбей. През 1870 г. Стефан Захариев описва Саранбей като смесено българо-турско село с преобладаващо българско население. В навечерието на Освобождението селището имало към 200 къщи.
С прокарването на железопътната линия Свиленград – Белово през 1873 година в близост до село Саранбей се открива едноименна железопътна гара Саранбей, около която възниква гарово селище. През 1934 г. старото село и новото гарово селище се обединяват и преименуват на Сараньово. В памет на загиналите в Септемврийското въстание бунтовници през 1949 г., комунистическата власт преименува селото и гарата на Септември. През 1956 година село Септември и селището Гара Септември се сливат. Поради кръстопътното си положение, увеличено население и като средище на стопански и културен живот, с Указ № 546 на Президиума на Народното събрание от 7 септември 1964 г. Септември придобива статут на град. От 1977 година градът е общински център. Главен фактор за интензивното развитие на населеното място, който импулсира развитието, е гарата, осигуряваща връзки с останалите населени места и икономически центрове.

## Население
Численост на населението според преброяванията през годините:
| \| Година на преброяване \| Численост \| \| --------------------- \| --------- \| \| 1934 \| 2841 \| \| 1946 \| 3930 \| \| 1956 \| 5796 \| \| 1965 \| 7479 \| \| 1975 \| 8076 \| \| 1985 \| 9116 \| \| 1992 \| 9361 \| \| 2001 \| 9005 \| \| 2011 \| 7869 \| \| 2021 \| 8158 \| |           |
| Година на преброяване | Численост |
| 1934 | 2841      |
| 1946 | 3930      |
| 1956 | 5796      |
| 1965 | 7479      |
| 1975 | 8076      |
| 1985 | 9116      |
| 1992 | 9361      |
| 2001 | 9005      |
| 2011 | 7869      |
| 2021 | 8158      |

Етническият състав включва 5659 българи и 1721 цигани.

## Религии
Населението е източно православно. Има два православни храма: „Св. Харалампи“ и „Св. цар Борис-Михаил“. Също така в града има представители на Адвентистите от седмия ден, малък брой жители се смятат за мюсюлмани и католици.

## Политика
Местните избори за кмет през 2020 г. печели единственият явил се кандидат – госпожа Васка Рачева, с голямо мнозинство.
Политически партии: Атака, БЗНС, БСП, ГЕРБ, ВМРО, ДПС, ДСБ, СДС.

## Икономика
Ключова роля играе железопътната гара и свързаните с нея вагоноремонтни и други жп спомагателни дейности. Развито е селското стопанство.

## Културни дейности
Народно читалище „Пробуда“ е учредено на 28 декември 1935 г. През 2005 година се чества 70-годишният му юбилей. Развива богата и разнообразна културно-просветна дейност. Към читалището сега работят:
- детски танцов състав „Септември“, с художествен ръководител Мария Бензарова и корепетитор Илия Чалъков
- танцова школа по модерен балет „Яница“, с ръководител Кремена Шопова
- женска фолклорна група, с ръководител Здравко Николов.
- Фолклорен танцов ансамбъл „Загоровче“ е създаден през 1985 г.

През последните години в града са изнасяли представления някои от по-известните със своят талант артисти: Георги Калоянчев, Стоянка Мутафова, Васил Попов, Любомир Нейков, Христо Гърбов.

## Паметници на обществени дейци
Костница на загиналите бойци през 1923 година
Паметник на възстаналите бойци през 1923 г. - ЖП.гара
Паметник на загиналите във войните - площад централен
Паметник на Илия Минев - непримиримият борец срещу терора от системата.

## Спорт
Футболният отбор на града е Локомотив (Септември), основан през 1924 г.

## Проекти
Подобряване на инфраструктура, смяна на канализация, асфалтиране на пътища, нови тротоари, обновяване на паркове с изграждане на нови спортни и детски площадки.

## Личности
Родени в Септември
- Богдан Кендеров – зам.-министър на земеделието (1994 – 1995) и 1997 година)
- Горан Йонов – посланик в Стокхолм (2004 – 2007), зам.-министър на вътрешните работи (2007 – 2008)
- Здравко Лазаров – български футболист играещ и в национален отбор.
- Илия Илиев – български учен, декан на Факултет по телекомуникации, Технически Университет София, бивш ръководител на Катедра „Радиокомуникации и видеотехнологии“, Технически университет, София
- Илия Минев – борец за човешки права, председател и основател на Независимото дружество за защита правата на човека.
- Лука Делийски – художник-реставратор
- Митко Начев – поет, член на Съюза на българските писатели
- Румен Пенин – български учен-географ
- Станой Табаков – световен вицешампион по бойно самбо (ноември 2010), 3-то място на европейски шампионат по бойно самбо (май 2010), шампион на България по борба и бойно самбо

Починали в Септември
- Мечислав Домарадски – полски археолог, почетен гражданин на град Септември
- Георги Христович – основател на ловната дружина, общественик, търговец, погребан в двора на черквата „Св. Харалампий“, почетен гражданин на град Септември.